# Коль Антон Миколайович
Антон Миколайович Коль (1 червня 1990, Нікополь) — український плавець та архітектор, призер Літніх Паралімпійських ігор. Майстер спорту України міжнародного класу. Призер Паралімпійських ігор 2016, 2020 та 2024 років (50 м та 100 м на спині, категорія S1). Срібний та бронзовий призер чемпіонату світу 2013 та чемпіонату Європи 2014 року. Дворазовий срібний призер чемпіонату світу 2015 року. Триразовий бронзовий призер (200 м вільним стилем, 100 м на спині, 50 м на спині) чемпіонату Європи 2016 року. Повний кавалер українського ордена «За мужність».

## Біографія та кар'єра
Народився 1 червня 1990 в місті Нікополь зі вродженою вадою опорно-рухового апарату. До січня 1995 року жив із батьками та дідусем, та потім вони від нього відмовилися. До 1 червня 1995 жив у будинку для малюків з обмеженими фізичними можливостями, потім у зв'язку з дорослішанням хлопчика перевели до дитбудинку. Там він почав малювати, ліпити, вчити англійську мову, вчитися рахувати, читати і писати.
З травня 2008 по грудень 2013 жив у будинку престарілих. Того самого року, коли Коль там оселився, його групу повели у басейн. Майбутнього паралімпійця списали, бо він 4 рази тонув, а тренери не могли навчити плавати. 15 липня 2009 року Антон Коль плив на катамарані й мало не потонув, але зміг поплисти.
За п'ять місяців до випуску з будинку перестарілих він почав розводити й продавати собак. 2014 року отримав диплом архітектора, декілька років працював у цій сфері. Декілька будинків у Дніпрі побудовані за проектами Антона.
Займається плаванням у Дніпропетровському регіональному центрі з фізичної культури і спорту інвалідів «Інваспорт». Користується кріслом колісним.

## Державні нагороди
- Орден «За мужність» I ст. (18 вересня 2024) — За досягнення високих спортивних результатів на XVII літніх Паралімпійських іграх у місті Парижі (Французька Республіка), виявлені самовідданість та волю до перемоги, утвердження міжнародного авторитету України[2]
- Орден «За мужність» II ст. (16 вересня 2021) — За значний особистий внесок у розвиток паралімпійського руху, досягнення високих спортивних результатів на XVI літніх Паралімпійських іграх у місті Токіо (Японія), виявлені самовідданість та волю до перемоги, утвердження міжнародного авторитету України[3]
- Орден «За мужність» III ст. (4 жовтня 2016) — За досягнення високих спортивних результатів на XV літніх Паралімпійських іграх 2016 року в місті Ріо-де-Жанейро (Федеративна Республіка Бразилія), виявлені мужність, самовідданість та волю до перемоги, утвердження міжнародного авторитету України[4]

## Телевізійні шоу
- 2016: Всесвітні ігри (UA:Перший)
- 2017: «Сюрприз, сюрприз» з Машею Єфросініною (СТБ) — 27 жовтня 2017 на телепередачі знайшлися батьки й дідусь Антона Коля.